# 马里查桥
马里查桥 (土耳其語：Meriç Köprüsü）又名新桥（Yeni Köprü）或迈吉德桥（Mecidiye Köprüsü, 得名于阿卜杜勒-迈吉德一世），是一座历史悠久的奥斯曼帝国桥梁，位于土耳其埃迪尔内（旧名哈德良堡），横跨马里查河，  国道  D.100从此经过。
这座桥的建造始于奥斯曼苏丹马哈茂德二世统治时期（1808–1839），于1843年由其继任者阿卜杜勒-迈吉德一世（1839–1861）完成。263- 长（863-英尺）、 7- 宽（23-英尺），有十二个桥拱。